# Казачьи части РККА
Казачьи части РККА — военные части Сухопутных вооружённых сил РСФСР (1918—1922 годы) и СССР (1922—1955 годы), сформированные из казаков.

## История

### 1918—1922 годы
Во время Гражданской войны и интервенции в Россию большинство казаков выступили против Советской власти. Казачьи области стали опорой Белого движения. Крупнейшими антибольшевистскими вооружёнными формированиями казаков были Донская армия на юге России, Оренбургская и Уральская армии — на востоке.
После окончания гражданской войны казачьи войска были расформированы, так как они по большей части приняли сторону белого движения. Казачье население подверглось массовым репрессиям в ходе «беспощадного массового террора», инициированного директивами ЦК от января 1919 года, подписанными председателем Оргбюро ЦК Я. М. Свердловым. В частности, массовый террор проводился по отношению к верхам казачества и казакам, «принимавшим какое-либо прямое или косвенное участие в борьбе с Советской властью» путём поголовного их истребления. Впрочем выполнение этой директивы было приостановлено уже 16 марта 1919 решением Пленум ЦК РКП(б) с участием В.Ленина по заявлению ответственного за исполнение члена РВС Южфронта Г. Я. Сокольникова

#### В РККА
В то же время некоторая часть казаков служила в Красной армии. В Гражданскую войну на её стороне воевало не более 20 процентов всех казаков.
- 2-я Донская сводная казачья кавалерийская дивизия

Червонное казачество:
- 8-я кавалерийская дивизия Червонного казачества
- 17-я кавалерийская дивизия Червонного казачества
- 1-й кавалерийский корпус Червонного казачества

### 1922—1955 годы
После Гражданской войны в Красную армию не призывались представители «эксплуататорских классов», в число которых были отнесены и казаки. В 1936 году был разрешён призыв казаков, а в 1939 года были отменены ограничения на призыв по классовому принципу, однако сохранялись ограничения при поступлении в военные училища.
Постановлением ЦИК СССР от 20 апреля 1936 года были сняты ограничения на службу казачества в отрядах РККА.
В соответствии с приказом Наркома обороны К. Е. Ворошилова № 67 от 23 апреля 1936 года некоторые кавалерийские дивизии получили статус казачьих и 15 мая 1936 года:
- 10-я территориальная кавалерийская Северокавказская дивизия была переименована в 10-ю Терско-Ставропольскую территориальную казачью дивизию,
- 12-я территориальная кавалерийская дивизия, размещённая на Кубани, была переименована в 12-ю Кубанскую территориальную казачью дивизию,
- 4-я кавалерийская Ленинградская Краснознамённая дивизия имени товарища Ворошилова была переименована в 4-ю Донскую казачью Краснознамённую дивизию имени К. Е. Ворошилова,
- 6-я кавалерийская Чонгарская Краснознамённая имени товарища Буденного переименована в 6-ю Кубано-Терскую казачью Краснознамённую дивизию им. С. М. Буденного.

На Дону также была сформирована 13-я Донская территориальная казачья дивизия, а кубанские казаки проходили службу в составе 72-й кавалерийской дивизии, 9-й пластунской стрелковой дивизии, 17-го казачьего кавалерийского корпуса (позже переименован в 4-й гвардейский Кубанский кавалерийский корпус), оренбургские казаки служили в 11-й (89-й), затем 8-й Гвардейской Ровенской ордена Ленина, ордена Суворова казачьей кавалерийской дивизии и ополченческой казачьей дивизии в г. Челябинске.
Специальным актом было восстановлено ношение ранее запрещённой казачьей формы. Казачьими частями командовали Н. Я. Кириченко, А. Г. Селиванов, И. А. Плиев, С. И. Горшков, М. Ф. Малеев, В. С. Головской, Ф. В. Камков, И. В. Тутаринов, Я. С. Шарабурко, И. П. Калюжный, П. Я. Стрепухов, М. И. Суржиков и другие.
В 1936 году была утверждена парадная форма для казачьих частей. В этой форме и шли казаки на Параде Победы 24 июня 1945 года. Первый парад в составе РККА с участием казачьих частей должен был пройти 1 мая 1936 года. Однако в силу разных причин участие в военном параде казаков было отменено. Лишь 1 мая 1937 года казачьи подразделения в составе РККА прошли военным парадом по Красной площади после долгих лет государственного неприятия. Особая казачья форма была отменена приказом Наркома обороны СССР № 005 от 1 февраля 1941 года.
С 13 февраля 1937 года казачьи дивизии имели следующий состав:
- 4-я Донская казачья ордена Ленина Краснознаменная ордена Красной Звезды дивизия имени т. Ворошилова
  - 19-й кавалерийский Манычский Краснознаменный полк, с 13.02.37 — 19-й Донской казачий Манычский Краснознаменный полк
  - 20-й кавалерийский Сальский Краснознаменный полк, с 13.02.37 — 20-й Донской казачий Сальский Краснознаменный полк
  - 21-й кавалерийский Доно-Ставропольский полк, с 13.02.37 — 21-й Донской казачий Доно-Ставропольский полк
  - 23-й кавалерийский Сталинградский полк, с 13.02.37 — 23-й Донской казачий Сталинградский полк
  - 4-й механизированный полк, с 13.02.37 — 4-й Донской казачий механизированный полк
  - 4-й конно-артиллерийский полк, с 13.02.37 — 4-й Донской казачий конно-артиллерийский полк
  - 4-й отдельный эскадрон связи, с 13.02.37 — 4-й Донской казачий отдельный эскадрон связи
  - 4-й отдельный саперный эскадрон, с 13.02.37 — 4-й Донской казачий отдельный саперный эскадрон
- 6-я Кубанско-Терская казачья Чонгарская ордена Ленина Краснознаменная ордена Красной Звезды дивизия имени т. Буденного
  - 31-й кавалерийский Белореченский полк, с 13.02.37 — 31-й Кубанский казачий Белореченский полк
  - 32-й кавалерийский Белоглинский полк, с 13.02.37 — 32-й Кубанский казачий Белоглинский полк
  - 33-й кавалерийский Северо-Донской полк, с 13.02.37 — 33-й Кубанский казачий Северо-Донской полк
  - 34-й кавалерийский Ростовский полк, с 13.02.37 — 34-й Кубанский казачий Ростовский полк
  - 6-й механизированный полк, с 13.02.37 — 6-й Кубанский казачий механизированный полк
  - 6-й конно-артиллерийский полк, с 13.02.37 — 6-й Кубанский казачий конно-артиллерийский полк
  - 6-й отдельный эскадрон связи, с 13.02.37 — 6-й Кубанский казачий отдельный эскадрон связи
  - 6-й отдельный саперный эскадрон, с 13.02.37 — 6-й Кубанский казачий отдельный саперный эскадрон
- 10-я Терско-Ставропольская казачья дивизия
  - 68-й кавалерийский Краснокумский полк, с 13.02.37 — 68-й Ставропольский казачий Краснокумский полк, с 5.06.37 — 68-й Ставропольский казачий полк
  - 77-й кавалерийский Бузулукский полк, с 13.02.37 — 77-й Терский казачий Бузулукский полк
  - 78-й кавалерийский полк, с 13.02.37 — 78-й Терский казачий Невинномысский кавалерийский полк
  - 89-й кавалерийский Пятигорский полк имени В. В. Куйбышева, с 13.02.37 — 89-й Терский казачий Пятигорский полк имени В. В. Куйбышева
  - 10-й конно-артиллерийский полк, с 13.02.37 — 10-й Терский казачий конно-артиллерийский полк
  - 10-й механизированный полк, с 13.02.37 — 10-й Терский казачий механизированный полк
  - 10-й отдельный саперный эскадрон, с 13.02.37 — 10-й Терский казачий отдельный саперный эскадрон
  - 10-й отдельный эскадрон связи, с 13.02.37 — 10-й Терский казачий отдельный эскадрон связи
- 12-я Кубанская казачья дивизия
  - 54-й кавалерийский полк, с 13.02.37 — 54-й Кубанский казачий полк
  - 67-й кавалерийский Кавказский полк, с 13.02.37 — 67-й Кубанский казачий Кавказский полк
  - 69-й кавалерийский Уманский Краснознаменный полк, с 13.02.37 — 69-й Кубанский казачий Уманский Краснознаменный полк
  - 88-й кавалерийский Армавирский полк, с 13.02.37 — 88-й Кубанский казачий Армавирский полк
  - 12-й механизированный полк
  - 12-й конно-артиллерийский полк
  - 12-й отдельный саперный эскадрон
  - 12-й отдельный эскадрон связи
- 13-я Донская казачья дивизия
  - 76-й Донской казачий Краснознаменный полк им. т. Буденного
  - 123-й Донской казачий полк
  - 124-й Донской казачий полк
  - 125-й Донской казачий полк
  - 13-й Донской казачий механизированный полк
  - 13-й Донской казачий конно-артиллерийский полк
  - 13-й Донской казачий отдельный эскадрон связи
  - 13-й Донской казачий отдельный саперный эскадрон

#### Великая Отечественная война

Циркуляр Краснодарского крайкома ВКП(б) и крайисполкома о порядке организации кавалерийских казачьих сотен, 29 июля 1941 года.

С началом Великой Отечественной войны казачьи части, как регулярные, в составе Красной армии, так и добровольческие, приняли активное участие в боевых действиях против немецких войск. В большинстве случаев вновь сформированные казацкие части, добровольческие казацкие сотни были плохо вооружены, в отряды, как правило, приходили казаки с холодным оружием и колхозными лошадями. Такие части создавались осенью 1941 года по примеру опыта Первой мировой войны, за что в народе назывались «Дикими дивизиями».
С 1943 года происходило объединение казачьих кавалерийских дивизий и танковых частей, в связи с чем образовывались конно-механизированные группы. Лошади использовались в большей степени для организации быстрого перемещения, в бою казаки были задействованы в качестве пехоты. Из кубанских и терских казаков также были сформированы пластунские дивизии. Из числа казачества, 262 кавалериста получили звание Героя Советского Союза, 7 кавалерийских корпусов и 17 кавалерийских дивизий получили гвардейские звания.

#### После войны
На конец войны в РККА имелось 7 гвардейских кавалерийских корпусов и 1 «просто» кавалерийский корпус. Два из них были казачьими — 4-й гвардейский кавалерийский Кубанский казачий корпус и 5-й гвардейский кавалерийский Донской казачий корпус:
9-я гвардейская кавалерийская казачья Кубанско-Барановичская дважды Краснознаменная орденов Суворова, Кутузова и Богдана Хмельницкого дивизия:
- 30-й гвардейский кавалерийский Кубанский казачий Слонимский Краснознаменный ордена Александра Невского полк;
- 32-й гвардейский кавалерийский Кубанский казачий Слонимский Краснознаменный ордена Александра Невского полк;
- 34-й гвардейский кавалерийский Кубанский казачий Слонимский Краснознаменный полк;
- 181-й гвардейский артиллерийско-минометный Слонимский ордена Богдана Хмельницкого полк;
- 151-й танковый Слонимский ордена Богдана Хмельницкого полк.

10-я гвардейская кавалерийская казачья Кубанско-Слуцкая Краснознаменная орденов Суворова, Кутузова и Богдана Хмельницкого дивизия:
- 36-й гвардейский кавалерийский Кубанский казачий Барановичский Краснознаменный орденов Суворова и Александра Невского полк;
- 40-й гвардейский кавалерийский Кубанский казачий Барановичский Краснознаменный орденов Кутузова и Александра Невского полк;
- 42-й гвардейский кавалерийский Кубанский казачий Барановичский Краснознаменный орденов Суворова и Богдана Хмельницкого полк;
- 183-й гвардейский артиллерийско-миномётный Барановичский Краснознаменный орденов Кутузова и Александра Невского полк;
- 128-й танковый Барановичский Краснознаменный ордена Александра Невского полк.

30-я кавалерийская Новобугская ордена Ленина Краснознаменная орденов Суворова и Кутузова дивизия:
- 127-й кавалерийский Брестский орденов Кутузова и Богдана Хмельницкого полк;
- 133-й кавалерийский Краснознаменный орденов Суворова и Александра Невского полк;
- 138-й кавалерийский Дебреценский Краснознаменный полк;
- 1675-й артиллерийско-миномётный орденов Кутузова и Богдана Хмельницкого полк;
- 134-й танковый ордена Богдана Хмельницкого полк.

Корпусные части:
- 1815-й самоходный артиллерийский Брестский Краснознаменный ордена Богдана Хмельницкого полк;
- 152-й гвардейский истребительно-противотанковый артиллерийский Раздельнинский дважды Краснознаменный орденов Суворова и Кутузова полк;
- 4-й отдельный гвардейский истребительно-противотанковый Раздельнинский Краснознаменный ордена Александра Невского дивизион;
- 68-й отдельный гвардейский миномётный Одесский Краснознаменный ордена Александра Невского дивизион;
- 12-й гвардейский миномётный Раздельнинский Краснознаменный ордена Кутузова полк;
- 255-й зенитный артиллерийский Одесский Краснознаменный орденов Кутузова и Красной Звезды полк;
- 27-й отдельный гвардейский Одесский Краснознаменный ордена Красной Звезды дивизион.

11-я гвардейская кавалерийская казачья Донская Волновахская Краснознаменная ордена Богдана Хмельницкого дивизия:
- 37-й гвардейский кавалерийский Донской казачий Дебреценский Краснознаменный ордена Богдана Хмельницкого полк;
- 39-й гвардейский кавалерийский Донской казачий Краснознаменный полк;
- 41-й гвардейский кавалерийский Донской казачий орденов Суворова и Богдана Хмельницкого полк;
- 182-й гвардейский артиллерийско-минометный Дебреценский полк;
- 71-й танковый Дебреценский полк;
- 47-й отдельный гвардейский зенитный артиллерийский дивизион;
- 13-й отдельный гвардейский сапёрный эскадрон;
- 11-й отдельный гвардейский эскадрон связи;
- 9-й отдельный гвардейский эскадрон химической защиты;
- 11-й отдельный гвардейский разведывательный эскадрон;
- 8-й отдельный санитарный эскадрон.

12-я гвардейская кавалерийская казачья Донская Корсуньская Краснознаменная ордена Кутузова дивизия:
- 43-й гвардейский кавалерийский Донской казачий Дебреценский ордена Богдана Хмельницкого полк;
- 45-й гвардейский кавалерийский Донской казачий Краснознаменный ордена Богдана Хмельницкого полк;
- 47-й гвардейский кавалерийский Донской казачий ордена Богдана Хмельницкого полк;
- 184-й гвардейский артиллерийско-миномётный Дебреценский полк;
- 54-й танковый полк;
- 50-й отдельный гвардейский зенитный артиллерийский дивизион;
- 9-й отдельный гвардейский сапёрный эскадрон;
- 12-й отдельный гвардейский эскадрон связи;
- 12-й отдельный гвардейский эскадрон химической защиты;
- 12-й отдельный гвардейский разведывательный эскадрон;
- 15-й отдельный санитарный эскадрон.

63-я кавалерийская Корсуньская Краснознаменная дивизия:
- 214-й кавалерийский ордена Богдана Хмельницкого полк;
- 220-й кавалерийский Дебреценский полк;
- 223-й кавалерийский ордена Богдана Хмельницкого полк;
- 1684-й артиллерийско-миномётный Дебреценский полк;
- 68-й танковый ордена Богдана Хмельницкого полк;
- 502-й зенитный артиллерийский дивизион;
- 12-й отдельный сапёрный эскадрон;
- 47-й отдельный эскадрон связи;
- 63-й отдельный эскадрон химической защиты;
- 46-й санитарный эскадрон.

Корпусные части:
- 1896-й самоходный артиллерийский Корсуньский Краснознаменный ордена Александра Невского полк;
- 150-й гвардейский истребительно-противотанковый артиллерийский Корсуньский Краснознаменный орденов Кутузова и Богдана Хмельницкого полк;
- 5-й отдельный гвардейский истребительно-противотанковый ордена Красной Звезды дивизион;
- 72-й отдельный гвардейский миномётный ордена Богдана Хмельницкого дивизион;
- 9-й гвардейский минометный Дебреценский ордена Александра Невского полк;
- 585-й зенитный артиллерийский Дебреценский ордена Кутузова полк;
- 4-й отдельный гвардейский ордена Красной Звезды дивизион связи;
- 196-й автотранспортный батальон.

Летом 1946 года все кавалерийские корпусы были переформированы в кавалерийские дивизии с теми же номерами и к концу лета этого года в составе кавалерии остались:
- 4-я гвардейская кавалерийская Кубанская казачья ордена Ленина Краснознаменная орденов Суворова и Кутузова дивизия:
  - 9-й гвардейский кавалерийский казачий Кубанско-Барановичский дважды Краснознаменный орденов Суворова, Кутузова и Богдана Хмельницкого полк;
  - 10-й гвардейский кавалерийский казачий Кубанско-Слуцкий Краснознаменный орденов Суворова, Кутузова и Богдана Хмельницкого полк.
- 5-я гвардейская кавалерийская Донская казачья Будапештская Краснознаменная дивизия:
  - 11-й гвардейский кавалерийский Донской казачий Волновахский Краснознаменный ордена Богдана Хмельницкого полк;
  - 12-й гвардейский кавалерийский Донской казачий Корсуньский Краснознаменный ордена Кутузова полк;
  - 37-й гвардейский кавалерийский Донской казачий Дебреценский Краснознаменный ордена Богдана Хмельницкого полк.

В октябре 1954 года 5-я гвардейская казачья кавалерийская дивизия директивой Генерального штаба ВС СССР от 6 октября 1954 года № Орг/2/67809 была переформирована в 18-ю гвардейскую тяжёлую танковую дивизию. А приказом Министра обороны СССР от 11 января 1965 года № 003 18-я гвардейская тяжёлая танковая дивизия была переименована в 5-ю гвардейскую танковую дивизию.
В сентябре 1955 года 4-я гвардейская кавалерийская дивизия была расформирована.

### Отдельные персоны
Также было множество лиц, имеющих казацкое происхождение, среди известных военнослужащих, которые воевали и отличились не в казачьих кавалерийских или пластунских частях, а во всей Советской армии. Среди них:
- танковый ас, Герой Советского Союза Д. Ф. Лавриненко — кубанский казак[источник не указан 941 день], уроженец станицы Бесстрашной;
- генерал-лейтенант инженерных войск, Герой Советского Союза Д. М. Карбышев — родовой уральский казак-кряшен[источник не указан 941 день], уроженец Омска;
- командующий Северным флотом адмирал А. А. Головко — терский казак[источник не указан 941 день], уроженец станицы Прохладной;
- конструктор-оружейник Ф. В. Токарев — донской казак[источник не указан 941 день], уроженец станицы Егорлыкской Области Войска Донского;
- командующий Брянским и 2-м Прибалтийским фронтом, генерал армии, Герой Советского Союза М. М. Попов — донской казак[источник не указан 941 день], уроженец станицы Усть-Медведицкой Области Войска Донского.